# سالم (اسم)
سالم هو اسم علم مذكر عربي ومعناه الناجي من كل آفة والبرئ من الأمراض، يعتبر من الأسماء المنتشرة في الدول العربية.

## الشخصيات
- سالم المبارك الصباح أمير الكويت
- سالم الشيخي سياسي ليبي
- سالم بن عبد الله بن عمر بن الخطاب
- سالم مولى أبي حذيفة
- سالم العلي السالم الصباح سياسي كويتي
- سالم بن لادن رجل أعمال سعودي
- سالم الحازمي إرهابي سعودي
- سالم حنا خميس اقتصادي فلسطيني
- سالن خميس لاعب كرة قدم إماراتي
- سالم ربيع علي سياسي يمني
- سالم راشد الصوري مغني بحريني
- سالم زين عدس شاعر يمني
- سالم سعيد لاعب كرة قدم يمني
- سالم سعد لاعب كرة قدم يمني
- سالم صالح لاعب كرة قدم إماراتي
- سالم صالح لاعب شطرنج إماراتي
- سالم عبدالله لاعب كرة قدم إماراتي
- سالم علي قطن قائد عسكري يمني
- سالم الأبيض سياسي تونسي
- سالم موكل صحفي أمريكي
- سالم ناصر بخيت متسابق ألعاب قوى بحريني